# 고대 투피어

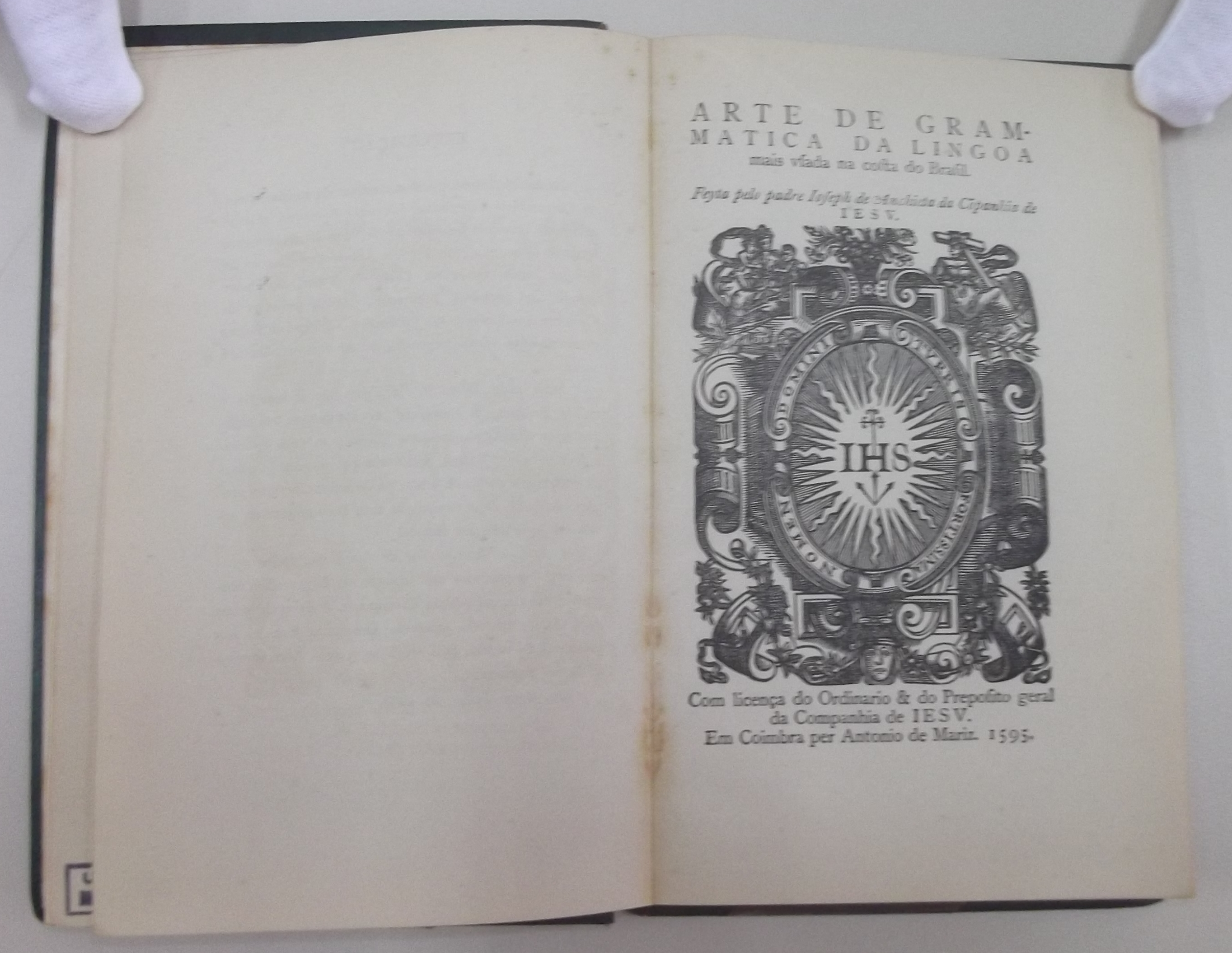
Anchieta, José de. Arte de gramática da língua mais usada na costa do Brasil. Ed. da Bibliotéca Nacional do Rio de Janeiro. Rio de Janeiro : Imprensa Nacional, 1933. Facsímile da 1. ed. (1595).

고대 투피어(Old Tupi language)는 브라질 해안 지역의 원주민인 투피족(특히 투피남바족과 투피니킹족)이 쓰던 언어이다. 투피-과라니어족에 속한다. 현재는 사멸되었기 때문에 고(古) 투피어로 불린다. 아메리카 원주민 언어로서는 드물게 16세기부터 문자언어로 기록된 문헌이 남아 있으며, 브라질에서 유럽인 교역자들과 원주민 사이에서 널리 쓰인 교통어(링구아 프랑카)의 기반이 되었다. 이를 링구아 제랄(língua geral)이라 하는데, 나중에 포르투갈 당국에 의해 사용이 금지되면서 급속히 쇠퇴하였고, 현재까지 살아남은 유일한 변종은 아마조니아의 녜엥가투어(Nheengatu)이다.